# Robinsøkket
Robinsøkket är en dal i Antarktis. Den ligger i Östantarktis. Norge gör anspråk på området.